# Portugalska SuperLiga 2007./08.
Liga betandwin.com 2007/08. je naziv za najviše portugalsko nogometno ligaško natjecanje. 
Igra se u sezoni 2007/08., od konca kolovoza 2007. do druge polovice svibnja 2008.

## Sustav natjecanja
Igra se po dvokružnom liga-sustavu gdje pobjednik za pobjedu dobije 3 boda, za neriješeni susret se dobije po 1 bod, a poraženi ne dobiva bod.
Iz lige ispadaju dva zadnja kluba na ljestvici.

## Sudionici
Branitelj naslova prvaka je "Porto".

Novi prvoligaši su "Leixões" iz Matosinhosa i "Vitória" iz Guimarãesa.
- Académica iz Coimbre
- Belenenses iz Lisabona
- Sport Lisboa e Benfica iz Lisabona
- Boavista iz Porta
- Estrela da Amadora iz Amadore
- Marítimo iz Funchala
- Nacional iz Funchala
- Naval iz Figueire de Foz
- Paços de Ferreira iz Paçosa de Ferreire
- Porto
- Sporting iz Brage
- Sporting iz Lisabona
- União iz Leirie
- Vitória iz Setúbala
- Leixões iz Matosinhosa
- Vitória iz Guimarãesa

## Rezultati

### 1. kolo
```
17.kol 2007.   Sporting             4 (2:0) 1     Académica de Coimbra
18.kol 2007.   Marítimo             3 (3:0) 1     Paços da Ferreira 
18.kol 2007.   Sporting (Braga)     1 (0:1) 2     Porto
18.kol 2007.   Nacional             0 (0:0) 0     Estrela da Amadora
18.kol 2007.   Leixões              1 (0:0) 1     Benfica
19.kol 2007.   União Leiria         0 (0:0) 0     Boavista  
19.kol 2007.   Vitória (Guimarães)  1 (1:1) 1     Vitória (Sétubal)
20.kol 2007.   Naval                1 (0:0) 1     Belenenses
```

Na ljestvici strijelaca, vodi Ricardo Andrade Quaresma (Porto) i Makukula (Marítimo) s 2 pogotka, slijede ostali.
Vode Sporting, Marítimo i Porto s 3 boda, slijede ostali.

### 2. kolo
```
25.kol 2007.   Belenenses           0 (0:1) 2     Sporting (Braga)
25.kol 2007.   Benfica              0 (0:0) 0     Vitória (Guimarães)
26.kol 2007.   Paços da Ferreira    1 (0:0) 1     Leixões
26.kol 2007.   Estrela da Amadora   3 (1:1) 1     Naval
26.kol 2007.   Académica de Coimbra 1 (0:0) 1     União (Leiria)
26.kol 2007.   Boavista             0 (0:2) 2     Marítimo
26.kol 2007.   Porto                1 (0:0) 0     Sporting       
27.kol 2007.   Vitória (Sétubal)    1 (1:1) 1     Nacional
```

Na ljestvici strijelaca, vode Ricardo Andrade Quaresma (Porto) te Kanu i Makukula (Marítimo) s 2 pogotka, i ostali.
Vode Porto i Marítimo sa 6 bodova, Estrela da Amadora ima 4, slijede ostali.

### 3. kolo
```
31.kol 2007.   Leixões              2 (2:1) 2     Vitória (Guimarães)
01.ruj 2007.   Paços da Ferreira    1 (1:0) 1     Boavista
01.ruj 2007.   Sporting (Braga)     2 (0:1) 1     Estrela da Amadora
02.ruj 2007.   Nacional             0 (0:1) 3     Benfica
02.ruj 2007.   Naval                0 (0:0) 0     Vitória (Sétubal)
02.ruj 2007.   Marítimo             2 (1:0) 0     Académica de Coimbra
02.ruj 2007.   União (Leiria)       0 (0:1) 3     Porto
02.ruj 2007.   Sporting             1 (0:0) 0     Belenenses
```

Na ljestvici strijelaca, vode Makukula (Marítimo) i Fajardo (Vitória iz Guimarãesa) s 3 pogotka, slijede Ricardo Andrade Quaresma (Porto), Kanu (Marítimo) i Da Silva Liedson (Sporting) s 2 pogotka te ostali.
Vode Porto i Marítimo s 9 bodova, Sporting iz Lisabona i Sporting iz Brage imaju po 6, Benfica ima 5, slijede ostali. 

### 4. kolo
```
14.ruj 2007.   Vitória (Sétubal)    3 (1:0) 1     Sporting (Braga)
15.ruj 2007.   Boavista             0 (0:0) 0     Leixões 
15.ruj 2007.   Porto                1 (0:0) 0     Marítimo 
15.ruj 2007.   Benfica              3 (2:0) 0     Naval
16.ruj 2007.   Estrela da Amadora   0 (0:2) 2     Sporting
16.ruj 2007.   Belenenses           2 (0:1) 1     União (Leiria)
16.ruj 2007.   Académica de Coimbra 1 (0:0) 0     Paços da Ferreira
17.ruj 2007.   Vitória (Guimarães)  1 (0:0) 0     Nacional
```

Vodi Porto s 12 bodova, slijede Marítimo i Sporting s 9, Benfica ima 8 te ostali.

### 5. kolo
```
21.ruj 2007.   Naval                1 (1:2) 4     Vitória (Guimarães)
23.ruj 2007.   União (Leiria)       0 (0:0) 0     Estrela da Amadora
23.ruj 2007.   Sporting (Braga)     0 (0:0) 0     Benfica
23.ruj 2007.   Marítimo             2 (1:0) 0     Belenenses
23.ruj 2007.   Sporting             2 (0:1) 2     Vitória (Sétubal)
23.ruj 2007.   Paços da Ferreira    0 (0:1) 2     Porto
23.ruj 2007.   Leixões              1 (0:1) 1     Nacional
24.ruj 2007.   Boavista             0 (0:0) 0     Académica de Coimbra
```

Vodi Porto s 15 bodova, slijedi Marítimo s 12, Sporting s 10, Benfica s 9 i ostali.

### 6. kolo
```
29.ruj 2007.   Porto                2 (1:0) 0     Boavista
29.ruj 2007.   Benfica              0 (0:0) 0     Sporting
30.ruj 2007.   Estrela da Amadora   1 (0:0) 1     Marítimo
30.ruj 2007.   Nacional             2 (0:0) 0     Naval
30.ruj 2007.   Vitória (Sétubal)    2 (0:0) 0     União (Leiria)
30.ruj 2007.   Belenenses           1 (1:0) 0     Paços da Ferreira
30.ruj 2007.   Vitória (Guimarães)  1 (0:0) 0     Sporting (Braga)
01.lis 2007.   Académica de Coimbra 1 (0:0) 1     Leixões
```

Vodi Porto s 18 bodova, slijedi Marítimo s 13, Sporting s 11, Benfica s 10 i ostali.

### 7. kolo
```
06.lis 2007.   Sporting             3 (0:0) 0     Vitória (Guimarães)
07.lis 2007.   Académica de Coimbra 0 (0:1) 1     Porto
07.lis 2007.   União (Leiria)       1 (1:1) 2     Benfica
07.lis 2007.   Leixões              0 (0:1) 1     Naval
07.lis 2007.   Marítimo             0 (0:0) 0     Vitória (Sétubal)
08.lis 2007.   Boavista             2 (1:1) 4     Belenenses
08.lis 2007.   Paços da Ferreira    2 (0:0) 1     Estrela da Amadora
08.lis 2007.   Sporting (Braga)     1 (0:0) 0     Nacional 
```

Vodi Porto s 21 bodom, slijede Marítimo i Sporting s 14, Benfica s 13 i ostali.
Na ljestvici strijelaca, vodi Lisandro López (Porto) sa 6 pogodaka, slijede Makukula (Marítimo), Fajardo (Vitória iz Guimarãesa) s 4 pogotka, zatim idu Matheus (Vitória iz Sétubala), Da Silva Liedson (Sporting iz Lisabona) i Nuno Gomes (Benfica) s 3 pogotka itd.

### 8. kolo
```
26.lis 2007.   Vitória (Guimarães)  2 (0:1) 1     União (Leiria)
27.lis 2007.   Vitória (Sétubal)    3 (1:0) 1     Paços da Ferreira
27.lis 2007.   Belenenses           0 (0:0) 0     Académica de Coimbra
27.lis 2007.   Nacional             0 (0:0) 0     Sporting
28.lis 2007.   Benfica              2 (1:1) 1     Marítimo
28.lis 2007.   Estrela da Amadora   0 (0:0) 0     Boavista
29.lis 2007.   Porto                3 (2:0) 0     Leixões
29.lis 2007.   Naval                1 (1:0) 0     Sporting (Braga)
```

Vodi Porto s 24 boda, slijedi Benfica sa 16, Sporting s 15, Marítimo s 14 i ostali.
Na ljestvici strijelaca, vodi Lisandro López (Porto) s 8 pogodaka, slijede Makukula (Marítimo), Fajardo (Vitória iz Guimarãesa) s 4 pogotka, zatim idu Matheus (Vitória iz Sétubala), Da Silva Liedson (Sporting iz Lisabona) i Nuno Gomes (Benfica) s 3 pogotka itd.

### 9. kolo
```
02.stu 2007.   Porto                1 (1:0) 1     Belenenses
03.stu 2007.   Paços da Ferreira    1 (1:1) 2     Benfica
03.stu 2007.   Leixões              3 (2:0) 0     Sporting (Braga)
04.stu 2007.   Boavista             3 (2:1) 3     Vitória (Sétubal)
04.stu 2007.   União (Leiria)       1 (0:1) 3     Nacional
04.stu 2007.   Sporting             4 (1:1) 1     Naval
04.stu 2007.   Académica da Coimbra 3 (1:1) 3     Estrela da Amadora
05.stu 2007.   Marítimo             0 (0:0) 1     Vitória (Guimarães)
```

Vodi Porto s 25 bodova, slijedi Benfica s 19, Sporting s 18 i ostali.
Na ljestvici strijelaca, vodi Lisandro López (Porto) s 8 pogodaka, slijede Makukula (Marítimo), Fajardo (Vitória iz Guimarãesa) i Da Silva Liedson (Sporting iz Lisabona) s 4 pogotka, zatim idu Matheus (Vitória iz Sétubala)  i Nuno Gomes (Benfica) s 3 pogotka itd.

### 10. kolo
```
09.stu 2007.   Belenenses           1 (1:0) 1     Leixões
10.stu 2007.   Vitória (Guimarães)  0 (0:0) 0     Paços da Ferreira
11.stu 2007.   Naval                1 (0:0) 0     União (Leiria)
11.stu 2007.   Benfica              6 (1:0) 1     Boavista
11.stu 2007.   Sporting (Braga)     3 (1:0) 0     Sporting (Lisabon)
11.stu 2007.   Vitória (Sétubal)    3 (2:0) 1     Académica da Coimbra
11.stu 2007.   Estrela da Amadora   2 (0:1) 2     Porto
12.stu 2007.   Nacional             0 (0:0) 2     Marítimo
```

Vodi Porto s 26 bodova, slijedi Benfica s 22, Sporting s 18, Marítimo sa 17 i ostali.
Na ljestvici strijelaca, vodi Lisandro López (Porto) s 9 pogodaka, slijede Nuno Gomes (Benfica) i Makukula (Marítimo) s 5 pogodaka, Fajardo (Vitória iz Guimarãesa), Da Silva Liedson (Sporting iz Lisabona), Lito (Académica), Matheus (Vitória iz Sétubala) s 4 pogotka itd.

### 11. kolo
```
23.stu 2007.   União (Leiria)       0 (0:0) 0     Sporting (Braga)
24.stu 2007.   Leixões              1 (1:0) 1     Sporting (Lisabon)
24.stu 2007.   Académica da Coimbra 1 (1:1) 3     Benfica
25.stu 2007.   Porto                2 (1:0) 0     Vitória (Sétubal)
25.stu 2007.   Marítimo             0 (0:1) 1     Naval
25.stu 2007.   Belenenses           0 (0:0) 0     Estrela da Amadora
25.stu 2007.   Paços da Ferreira    1 (1:0) 0     Nacional
26.stu 2007.   Boavista             3 (2:1) 2     Vitória (Guimarães)
```

Vodi Porto s 29 bodova, slijedi Benfica s 25, Vítoria (Guimaraes) i Sporting s 19, Vítoria (Sétubal) s 18, Marítimo sa 17, Sporting (Braga) s 15 i ostali.
Na ljestvici strijelaca, vodi Lisandro López (Porto) s 10 pogodaka, slijede Nuno Gomes (Benfica), Lito (Académica) i Makukula (Marítimo) s 5 pogodaka, Fajardo (Vitória iz Guimarãesa), Da Silva Liedson (Sporting iz Lisabona),  Matheus (Vitória iz Sétubala), Linz (Sporting iz Brage) s 4 pogotka itd.

### 12. kolo
```
30.stu 2007.   Vitória (Sétubal)    1 (1:1) 1     Belenenses 
01.pro 2007.   Benfica              0 (0:1) 1     Porto
02.pro 2007.   Sporting             1 (0:0) 1     União (Leiria)
02.pro 2007.   Nacional             2 (0:0) 0     Boavista
02.pro 2007.   Estrela da Amadora   2 (0:0) 0     Leixões
02.pro 2007.   Sporting (Braga)     2 (0:0) 1     Marítimo
02.pro 2007.   Naval                2 (0:0) 1     Paços da Ferreira
03.pro 2007.   Vitória (Guimarães)  2 (0:1) 1     Académica de Coimbra
```

Vodi Porto s 32 boda, slijedi Benfica s 25, Vítoria (Guimaraes) s 22, Sporting s 20, Vítoria (Sétubal) s 19, Sporting (Braga) s 18, Marítimo sa 17 i ostali.
Na ljestvici strijelaca, vodi Lisandro López (Porto) s 10 pogodaka, slijedi Makukula (Marítimo) sa 6, Lito (Académica), Nuno Gomes (Benfica) i Linz (Sporting iz Brage) s 5 pogodaka, Kanu (Marítimo), Mateus (Estrela da Amadora), Fajardo (Vitória iz Guimarãesa), Edinho i Matheus (Vitória iz Sétubala), Da Silva Liedson (Sporting iz Lisabona), Quaresma (Porto), Cardozo (Benfica) s 4 i itd.

### 13. kolo
```
14.pro 2007.   Paços da Ferreira    0 (0:1) 2     Sporting (Braga)
15.pro 2007.   Porto                2 (0:0) 0     Vitória (Guimarães)
15.pro 2007.   Belenenses           1 (0:0) 0     Benfica
16.pro 2007.   Estrela da Amadora   0 (0:0) 1     Vitória (Sétubal)
16.pro 2007.   Leixões              2 (2:0) 1     União (Leiria)
16.pro 2007.   Marítimo             1 (0:0) 2     Sporting
16.pro 2007.   Académica da Coimbra 1 (0:0) 0     Nacional
16.pro 2007.   Boavista             2 (0:0) 0     Naval   
```

Vodi Porto s 35 bodova, slijedi Benfica s 25, Sporting s 23, Vítoria (Guimaraes) i Vítoria (Sétubal) s 22, Sporting (Braga) s 21 i ostali.
Na ljestvici strijelaca, vodi Lisandro López (Porto) s 11 pogodaka, slijedi Makukula (Marítimo), Linz (Sporting iz Brage) sa 6, Lito (Académica), Nuno Gomes (Benfica) i Edinho (Vitória iz Sétubala) s 5 pogodaka, Kanu (Marítimo), Mateus (Estrela da Amadora), Fajardo (Vitória iz Guimarãesa) i Matheus (Vitória iz Sétubala), Da Silva Liedson (Sporting iz Lisabona), Quaresma (Porto), Cardozo (Benfica) s 4 i itd.

### 14. kolo
```
20.pro 2007.   Benfica              3 (0:0) 0     Estrela da Amadora
21.pro 2007.   Nacional             1 (0:0) 0     Porto
22.pro 2007.   Vitória (Guimarães)  1 (1:0) 0     Belenenses
22.pro 2007.   Naval                0 (0:0) 1     Académica da Coimbra
22.pro 2007.   Sporting             2 (1:1) 1     Paços da Ferreira
23.pro 2007.   União (Leiria)       1 (1:1) 2     Marítimo
23.pro 2007.   Sporting (Braga)     0 (0:0) 0     Boavista
23.pro 2007.   Leixões              1 (1:1) 1     Vitória (Sétubal)
```

Vodi Porto s 35 bodova, slijedi Benfica s 28, Sporting s 26, Vítoria (Guimaraes) s 25, Vítoria (Sétubal) s 23, Sporting (Braga) s 22 i ostali.
Na ljestvici strijelaca, vodi Lisandro López (Porto) s 11 pogodaka, slijedi Makukula (Marítimo), Linz (Sporting iz Brage), Nuno Gomes (Benfica) sa 6, Lito (Académica),  i Edinho (Vitória iz Sétubala) s 5 pogodaka, Kanu (Marítimo), Mateus (Estrela da Amadora), Fajardo (Vitória iz Guimarãesa) i Matheus (Vitória iz Sétubala), Da Silva Liedson (Sporting iz Lisabona), Quaresma (Porto), Cardozo (Benfica) s 4 i itd.

### 15. kolo
```
04.sij 2007.   Académica da Coimbra 3 (1:1) 3     Sporting (Braga)
05.sij 2007.   Boavista             2 (1:0) 0     Sporting
05.sij 2007.   Vitória (Sétubal)    1 (0:0) 1     Benfica
06.sij 2007.   Marítimo             2 (2:1) 1     Leixões
06.sij 2007.   Porto                1 (0:0) 0     Naval
06.sij 2007.   Estrela da Amadora   4 (0:1) 1     Vitória (Guimarães)
06.sij 2007.   Paços da Ferreira    2 (0:0) 1     União (Leiria)
07.sij 2007.   Belenenses           1 (0:0) 1     Nacional
```

Vodi Porto s 38 bodova, slijedi Benfica s 29, Sporting s 26, Vítoria (Guimaraes) s 25, Vítoria (Sétubal) s 24, Sporting (Braga) s 23 i ostali.
Na ljestvici strijelaca, vodi Lisandro López (Porto) s 11 pogodaka, Linz (Sporting iz Brage) s 8, slijedi Makukula (Marítimo), Nuno Gomes (Benfica), Edinho (Vitória iz Sétubala) sa 6, Lito (Académica), Lipatin (Nacional) s 5 pogodaka, Kanu (Marítimo), Mateus (Estrela da Amadora), Fajardo (Vitória iz Guimarãesa) i Matheus (Vitória iz Sétubala), Da Silva Liedson (Sporting iz Lisabona), Quaresma (Porto), Cardozo (Benfica) s 4 i itd.

### 16. kolo
```
11.sij 2008.   Paços da Ferreira    3 (3:1) 3     Marítimo
12.sij 2008.   Benfica              0 (0:0) 0     Leixões
12.sij 2008.   Porto                4 (2:0) 0     Sporting (Braga)
13.sij 2008.   Boavista             3 (0:1) 1     União (Leiria)
13.sij 2008.   Estrela da Amadora   0 (0:0) 1     Nacional
13.sij 2008.   Académica da Coimbra 1 (0:0) 1     Sporting
13.sij 2008.   Belenenses           2 (1:1) 1     Naval
14.sij 2008.   Vitória (Sétubal)    0 (0:0) 1     Vitória (Guimarães)
```

Vodi Porto s 41 bodom, slijedi Benfica s 30, Vítoria (Guimaraes) s 28, Sporting s 27, Vítoria (Sétubal) s 24, Sporting (Braga) i Marítimo s 23, Belenenses s 22 i ostali.
Na ljestvici strijelaca, vodi Lisandro López (Porto) s 13 pogodaka, Linz (Sporting iz Brage) s 8, slijedi Makukula (Marítimo), Nuno Gomes (Benfica), Edinho (Vitória iz Sétubala) sa 6, Lito (Académica), Marcelao (Boavista), Lipatin (Nacional), Vukčević (Sporting), Wesley (Paços da Ferreira), Joao Paulo (União iz Leirie), Cardozo (Benfica) s 5 pogodaka itd.

### 17. kolo
```
25.sij 2008.   Sporting (Braga)     1 (0:1) 1     Belenenses
26.sij 2008.   Vitória (Guimarães)  1 (0:2) 3     Benfica
27.sij 2008.   Sporting             2 (2:0) 0     Porto
27.sij 2008.   União (Leiria)       3 (1:0) 1     Académica da Coimbra
27.sij 2008.   Leixões              1 (0:0) 0     Paços da Ferreira
27.sij 2008.   Nacional             0 (0:0) 0     Vitória (Sétubal)
27.sij 2008.   Naval                1 (1:0) 1     Estrela da Amadora
28.sij 2008.   Marítimo             2 (2:0) 0     Boavista
```

Vodi Porto s 41 bodom, slijedi Benfica s 33, Sporting s 30, Vítoria (Guimaraes) s 28, Marítimo s 26, Vítoria (Sétubal) s 25, Sporting (Braga) 24, Belenenses 23 i ostali.
Na ljestvici strijelaca, vodi Lisandro López (Porto) s 13 pogodaka, Linz (Sporting iz Brage) s 9, slijedi Makukula (Marítimo), Cardozo (Benfica) i Joao Paulo (União iz Leirie) sa 7, Nuno Gomes (Benfica), Edinho (Vitória iz Sétubala) sa 6, Lito (Académica), Marcelao (Boavista), Lipatin (Nacional), Vukčević (Sporting), Wesley (Paços da Ferreira),  s 5 pogodaka itd.

### 18. kolo
```
01.vel 2008.   Estrela da Amadora   1 (0:0) 1     Sporting (Braga)
02.vel 2008.   Porto                4 (3:0) 0     União (Leiria)
02.vel 2008.   Benfica              0 (0:0) 0     Nacional
03.vel 2008.   Belenenses           1 (1:0) 0     Sporting
03.vel 2008.   Vitória (Guimarães)  2 (0:1) 1     Leixões
03.vel 2008.   Boavista             4 (3:2) 3     Paços da Ferreira
03.vel 2008.   Académica da Coimbra 1 (1:0) 0     Marítimo 
04.vel 2008.   Vitória (Sétubal)    1 (0:1) 2     Naval
```

Vodi Porto s 44 boda, slijedi Benfica s 34, Vítoria (Guimaraes) s 31, Sporting s 30, Marítimo i Belenenses s 26, Vítoria (Sétubal) i Sporting (Braga) 25 i ostali.
Na ljestvici strijelaca, vodi Lisandro López (Porto) s 14 pogodaka, Linz (Sporting iz Brage) s 9, slijedi Makukula (Marítimo), Cardozo (Benfica) i Joao Paulo (União iz Leirie) sa 7, Nuno Gomes (Benfica), Edinho (Vitória iz Sétubala) i Wesley (Paços da Ferreira) sa 6, Lito (Académica), Marcelao (Boavista), Lipatin (Nacional), Vukčević (Sporting),  s 5 pogodaka itd.

### 19. kolo
```
15.vel 2008.   Marítimo             0 (0:1) 3     Porto
16.vel 2008.   Leixões              2 (0:0) 2     Boavista
17.vel 2008.   Sporting (Braga)     2 (1:2) 3     Vitória (Sétubal)
17.vel 2008.   Naval                0 (0:1) 2     Benfica
17.vel 2008.   Paços da Ferreira    1 (0:0) 1     Académica da Coimbra 
17.vel 2008.   Nacional             1 (0:0) 0     Vitória (Guimarães)
17.vel 2008.   Sporting             2 (1:0) 0     Estrela da Amadora
18.vel 2008.   União (Leiria)       1 (0:1) 2     Belenenses
```

Vodi Porto s 47 bodova, slijedi Benfica s 37, Sporting s 33, Vítoria (Guimaraes) s 31 i ostali.

### 20. kolo
```
22.vel 2008.   Vitória (Guimarães)  1 (1:0) 0     Naval
23.vel 2008.   Porto                3 (1:0) 0     Paços da Ferreira
23.vel 2008.   Estrela da Amadora   4 (0:2) 2     União (Leiria)
23.vel 2008.   Belenenses           1 (1:1) 3     Marítimo 
24.vel 2008.   Benfica              1 (1:1) 1     Sporting (Braga)
24.vel 2008.   Nacional             1 (0:0) 0     Leixões   
24.vel 2008.   Vitória (Sétubal)    1 (1:0) 0     Sporting
25.vel 2008.   Académica da Coimbra 1 (0:0) 1     Boavista
```

Vodi Porto s 50 bodova, slijedi Benfica s 38, Vítoria (Guimaraes) s 34, Sporting s 33 i ostali.

### 21. kolo
```
29.vel 2008.   Sporting (Braga)     0 (0:0) 0     Vitória (Guimarães)
01.ožu 2008.   União (Leiria)       0 (0:1) 2     Vitória (Sétubal)
01.ožu 2008.   Leixões              2 (1:1) 2     Académica da Coimbra 
01.ožu 2008.   Boavista             0 (0:0) 0     Porto 
02.ožu 2008.   Sporting             1 (1:1) 1     Benfica
02.ožu 2008.   Naval                1 (0:1) 1     Nacional
02.ožu 2008.   Marítimo             1 (0:1) 1     Estrela da Amadora
03.ožu 2008.   Paços da Ferreira    1 (1:2) 2     Belenenses
```

Vodi Porto s 51 bodom, slijedi Benfica s 39, Vítoria (Guimaraes) s 35, Sporting s 34 i ostali.

### 22. kolo
```
07.ožu 2008.   Vitória (Sétubal)    1 (0:0) 0     Marítimo
08.ožu 2008.   Nacional             0 (0:1) 1     Sporting (Braga)  
08.ožu 2008.   Estrela da Amadora   1 (1:0) 0     Paços da Ferreira
09.ožu 2008.   Porto                1 (1:0) 0     Académica da Coimbra
09.ožu 2008.   Vitória (Guimarães)  2 (1:0) 0     Sporting
09.ožu 2008.   Naval                2 (1:1) 1     Leixões
09.ožu 2008.   Benfica              2 (0:1) 2     União (Leiria)
10.ožu 2008.   Belenenses           2 (2:2) 3     Boavista
```

Vodi Porto s 54 boda, slijedi Benfica s 40, Vítoria (Guimaraes) s 38, Sporting s 34 i ostali.

### 23. kolo
```
14.ožu 2008.   União (Leiria)       0 (0:0) 1     Vitória (Guimarães) 
15.ožu 2008.   Leixões              1 (0:0) 2     Porto 
15.ožu 2008.   Académica da Coimbra 0 (0:0) 0     Belenenses
16.ožu 2008.   Boavista             2 (0:0) 1     Estrela da Amadora
16.ožu 2008.   Paços da Ferreira    2 (1:0) 1     Vitória (Sétubal)
16.ožu 2008.   Sporting (Braga)     3 (1:0) 0     Naval
16.ožu 2008.   Marítimo             1 (0:1) 1     Benfica
17.ožu 2008.   Sporting             4 (0:0) 1     Nacional
```

Vodi Porto s 57 bodova, slijedi Benfica i Vítoria (Guimaraes) s 41, Sporting s 37 i ostali.

### 24. kolo
```
28.ožu 2008.   Vitória (Guimarães)  1 (0:0) 0     Marítimo
29.ožu 2008.   Estrela da Amadora   3 (2:1) 1     Académica da Coimbra
30.ožu 2008.   Sporting (Braga)     0 (0:0) 0     Leixões
30.ožu 2008.   Belenenses           1 (1:0) 2     Porto 
30.ožu 2008.   Nacional             2 (1:0) 0     União (Leiria)
30.ožu 2008.   Benfica              4 (1:1) 1     Paços da Ferreira
30.ožu 2008.   Naval                1 (1:3) 4     Sporting
31.ožu 2008.   Vitória (Sétubal)    3 (2:1) 1     Boavista
```

Vodi Porto sa 60 bodova, slijedi Benfica i Vítoria (Guimaraes) s 44, Sporting s 40 i ostali.

### 25. kolo
```
04.tra 2008.   Paços da Ferreira    2 (0:1) 2     Vitória (Guimarães) 
05.tra 2008.   Porto                6 (2:0) 0     Estrela da Amadora 
05.tra 2008.   Académica da Coimbra 0 (0:0) 0     Vitória (Sétubal)
06.tra 2008.   União (Leiria)       0 (0:1) 2     Naval
06.tra 2008.   Boavista             0 (0:0) 0     Benfica
06.tra 2008.   Marítimo             1 (0:0) 0     Nacional
06.tra 2008.   Sporting             2 (2:0) 0     Sporting (Braga)
07.tra 2008.   Leixões              1 (0:1) 2     Belenenses
```

Vodi Porto sa 63 boda, slijedi Benfica i Vítoria (Guimaraes) s 45, Sporting s 43 i ostali.

### 26. kolo
```
11.tra 2008.   Benfica              0 (0:2) 3     Académica da Coimbra  
12.tra 2008.   Estrela da Amadora   0 (0:1) 2     Belenenses
12.tra 2008.   Vitória (Sétubal)    1 (1:2) 2     Porto
12.tra 2008.   Vitória (Guimarães)  1 (1:0) 0     Boavista 
13.tra 2008.   Sporting             2 (0:0) 0     Leixões 
13.tra 2008.   Naval                0 (0:2) 3     Marítimo
13.tra 2008.   Nacional             1 (0:2) 2     Paços da Ferreira
14.tra 2008.   Sporting (Braga)     0 (0:0) 1     União (Leiria)
```

Vodi Porto sa 66 boda, Vítoria (Guimaraes) s 48, slijedi Sporting s 46, Benfica s 45 i ostali.

### 27. kolo
```
18.tra 2008.   Académica da Coimbra 0 (0:0) 0     Vitória (Guimarães)
19.tra 2008.   Marítimo             4 (0:1) 1     Sporting (Braga)
20.tra 2008.   Boavista             1 (0:0) 0     Nacional
20.tra 2008.   União (Leiria)       4 (2:0) 1     Sporting
20.tra 2008.   Leixões              0 (0:0) 0     Estrela da Amadora
20.tra 2008.   Paços da Ferreira    2 (1:1) 2     Naval
20.tra 2008.   Porto                2 (1:0) 0     Benfica
21.tra 2008.   Belenenses           5 (3:0) 0     Vitória (Sétubal)
```

Vodi Porto sa 69 bodova, Vítoria (Guimaraes) s 49, slijedi Sporting s 46, Benfica s 45 i ostali.

### 28. kolo
```
25.tra 2008.   Sporting (Braga)     2 (1:0) 1     Paços da Ferreira 
26.tra 2008.   Benfica              2 (1:0) 0     Belenenses
27.tra 2008.   União (Leiria)       1 (1:1) 3     Leixões
27.tra 2008.   Vitória (Guimarães)  0 (0:0) 5     Porto
27.tra 2008.   Naval                1 (1:0) 0     Boavista
27.tra 2008.   Nacional             0 (0:2) 3     Académica da Coimbra
27.tra 2008.   Sporting             2 (1:1) 1     Marítimo
28.tra 2008.   Vitória (Sétubal)    0 (0:0) 0     Estrela da Amadora
```

Vodi Porto sa 72 boda, Vítoria (Guimaraes) i Sporting s 49, Benfica s 48 i ostali.

### 29. kolo
```
03.svi 2008.   Porto                0 (0:2) 3     Nacional
04.svi 2008.   Belenenses           1 (1:1) 1     Vitória (Guimarães)
04.svi 2008.   Estrela da Amadora   0 (0:0) 0     Benfica
04.svi 2008.   Paços da Ferreira    0 (0:1) 1     Sporting
04.svi 2008.   Marítimo             2 (1:0) 0     União (Leiria)
04.svi 2008.   Boavista             0 (0:0) 0     Sporting (Braga)
04.svi 2008.   Académica da Coimbra 1 (0:1) 1     Naval
04.svi 2008.   Vitória (Sétubal)    2 (1:0) 0     Leixões
```

Vodi Porto sa 72 boda, slijedi Sporting s 52, Vítoria (Guimaraes) s 50, Benfica s 49, Vítoria (Sétubal) s 45, Marítimo i Belenenses s 43 i ostali.
Na ljestvici strijelaca, vodi Lisandro López (Porto) s 24 pogotka, Weldon (Belenenses) i Cardozo (Benfica), Wesley (Paços da Ferreira), Da Silva Liedson (Sporting) i Linz (Sporting iz Brage) s 11, Marcelinho (Naval) s 9, Lito (Académica), Ribeiro (Boavista) i Quaresma (Porto) s 8 i ostali.

## 30. kolo
```
10.svi 2008.   Sporting (Braga)     2 (0:0) 1     Académica da Coimbra
10.svi 2008.   Nacional             1 (0:0) 2     Belenenses
10.svi 2008.   Naval                0 (0:2) 2     Porto
11.svi 2008.   Sporting             2 (2:1) 1     Boavista
11.svi 2008.   Leixões              0 (0:0) 1     Marítimo
11.svi 2008.   União (Leiria)       1 (0:1) 1     Paços da Ferreira
11.svi 2008.   Vitória (Guimarães)  4 (1:0) 0     Estrela da Amadora
11.svi 2008.   Benfica              3 (2:0) 0     Vitória (Sétubal)
```

## Konačna ljestvica
| Mj. | Klub                | Ut | Pb | N   | Pu | Pos | Pri | RP  | Bod    |
| --- | ------------------- | -- | -- | --- | -- | --- | --- | --- | ------ |
| 1.  | Porto (prvak)       | 30 | 24 | 03  | 03 | 60  | 13  | +47 | 69*    |
| 2.  | Sporting            | 30 | 16 | 07  | 07 | 46  | 28  | +18 | 55     |
| 3.  | Vitória (Guimarães) | 30 | 15 | 08  | 07 | 35  | 31  | +4  | 53     |
| 4.  | Benfica             | 30 | 13 | 13  | 4  | 45  | 21  | +24 | 52     |
| 5.  | Marítimo            | 30 | 14 | 04  | 12 | 38  | 26  | +12 | 46     |
| 6.  | Vitória de Setúbal  | 30 | 11 | 12  | 07 | 37  | 33  | +4  | 45     |
| 7.  | Sporting Braga      | 30 | 10 | 11  | 09 | 32  | 34  | -2  | 41     |
| 8.  | Belenenses          | 30 | 8  | 12  | 10 | 32  | 41  | -9  | 39**   |
| 9.  | Boavista**          | 30 | 8  | 011 | 11 | 32  | 34  | -2  | 36***  |
| 10. | Nacional            | 30 | 9  | 08  | 13 | 23  | 28  | -5  | 35     |
| 11. | Naval               | 30 | 9  | 07  | 14 | 26  | 47  | -21 | 34     |
| 12. | Académica           | 30 | 6  | 14  | 10 | 31  | 38  | -7  | 32     |
| 13. | Estrela da Amadora  | 30 | 6  | 13  | 11 | 29  | 41  | -12 | 31     |
| 14. | Leixões             | 30 | 04 | 14  | 12 | 27  | 37  | -10 | 26     |
| 15. | Paços de Ferreira   | 30 | 06 | 7   | 17 | 31  | 49  | -18 | 25**** |
| 16. | União de Leiria     | 30 | 03 | 7   | 20 | 25  | 53  | -28 | 16     |

| (prvak) | prvaci lige betandwin.com 2007/08.                  |
|         | kvalificirali se za Ligu prvaka (fazu po skupinama) |
|         | kvalificirali se za Ligu prvaka (3. predkolo)       |
|         | kvalificirali se za Kup UEFA - 1. kolo              |
|         | kvalificirali se za Intertoto kup - 3. kolo         |
|         | ispali u Ligu de Honru                              |

Ut = odigrano utakmica; Pb = pobjedâ; N = neriješenih; Pz = porazâ; Pos = postignuto pogodaka; Pri = primljeno pogodaka; RP = razlika pogodaka; Bod = bodova
- Portu se oduzelo 6 bodova zbog podmićivanja sudaca u sezoni 2003/04.[1] Nakon što ih se prvotno bili izbacilo iz Lige prvaka za sezonu 2008/09., kasnije im se dopustilo sudjelovati[2]
  - Belenensesu se oduzelo 3 boda zbog uvođenja u igru igrača koji nije smio nastupiti.
    - Boavistu se izbacilo u Ligu de Honru za iduću sezonu, zbog podmićivanja sudaca u sezoni 2003/04.[1]
      - Paços de Ferreira je prvotno bila ispala, ali zbog izbacivanja Boaviste, otvorilo se još jedno mjesto za ostanak u SuperLigi.

## Najbolji strijelci
| Strijelac      | Klub                 | Pogodci |
| -------------- | -------------------- | ------- |
| Lisandro López | FC Porto             | 24      |
| Óscar Cardozo  | Benfica              | 11      |
| Wesley         | Paços de Ferreira    | 10      |
| Liédson        | Sporting             | 10      |
| Roland Linz    | Sporting (Braga)     | 10      |
| Marcelinho     | Naval 1° de Maio     | 9       |
| Weldon         | Belenenses           | 9       |
| João Paulo     | União (Leiria)       | 8       |
| Jorge Ribeiro  | Boavista             | 8       |
| Simon Vukčević | Sporting             | 7       |
| José Pedro     | Belenenses           | 7       |
| Lito           | Académica de Coimbra | 7       |
| Ariza Makukula | Marítimo/Benfica     | 7       |

Prema zerozero.pt.